# Hemiceras gortynoides
Hemiceras gortynoides är en fjärilsart som beskrevs av William Schaus 1906. Hemiceras gortynoides ingår i släktet Hemiceras och familjen tandspinnare. Inga underarter finns listade i Catalogue of Life.